# José Antonio de Hebrera y Esmir
José Antonio de Hebrera y Esmir (n. el 26 de junio de 1652 en Ambel (Zaragoza)), m. el 30 de mayo de 1719 en Zaragoza) fue un religioso franciscano de España.
Fue predicador general de su orden, definidor y cronista de la Corona de Aragón, comisario visitador en Compostela y secretario general.
Consiguió traer a su diócesis muchas reliquias de santos.

## Obras
- Crónica de la Provincia Franciscana de Aragón. 1703
- Jardín de la elocuencia (1677). Existe una edición moderna a cargo de Félix Monge (Zaragoza, Universidad de Zaragoza, 1959).
- Opúsculos poéticos. 1678
- Vida de san Antonio de Padua. 1683
- Vida del mejor rey de Borgoña, san Segismundo, mártir. 1686
- Seis tablas cronológicas de la provincia de Aragón de menores observantes de San Francisco. 1687
- Historia de los santos Mártires minoristas. 1690
- Vida e historia del beato Agno, obispo de Marruecos. 1697
- Oración panegírica del ínclito Godo San Gaudioso. 1698
- Vida del V. Martín García, obispo de Barcelona. 1700
- Breves noticias del bien hablar.